# Agalychnis lemur
Espèce
Synonymes
- Phyllomedusa lemur Boulenger, 1882
- Hylomantis lemur (Boulenger, 1882)

Statut de conservation UICN

 CR A4ace : 
En danger critique
Agalychnis lemur est une espèce d'amphibiens de la famille des Phyllomedusidae.

## Répartition
Cette espèce se rencontre au Costa Rica, au Panama et en Colombie à la frontière du Chocó de 440 à 1 600 m d'altitude.

## Description

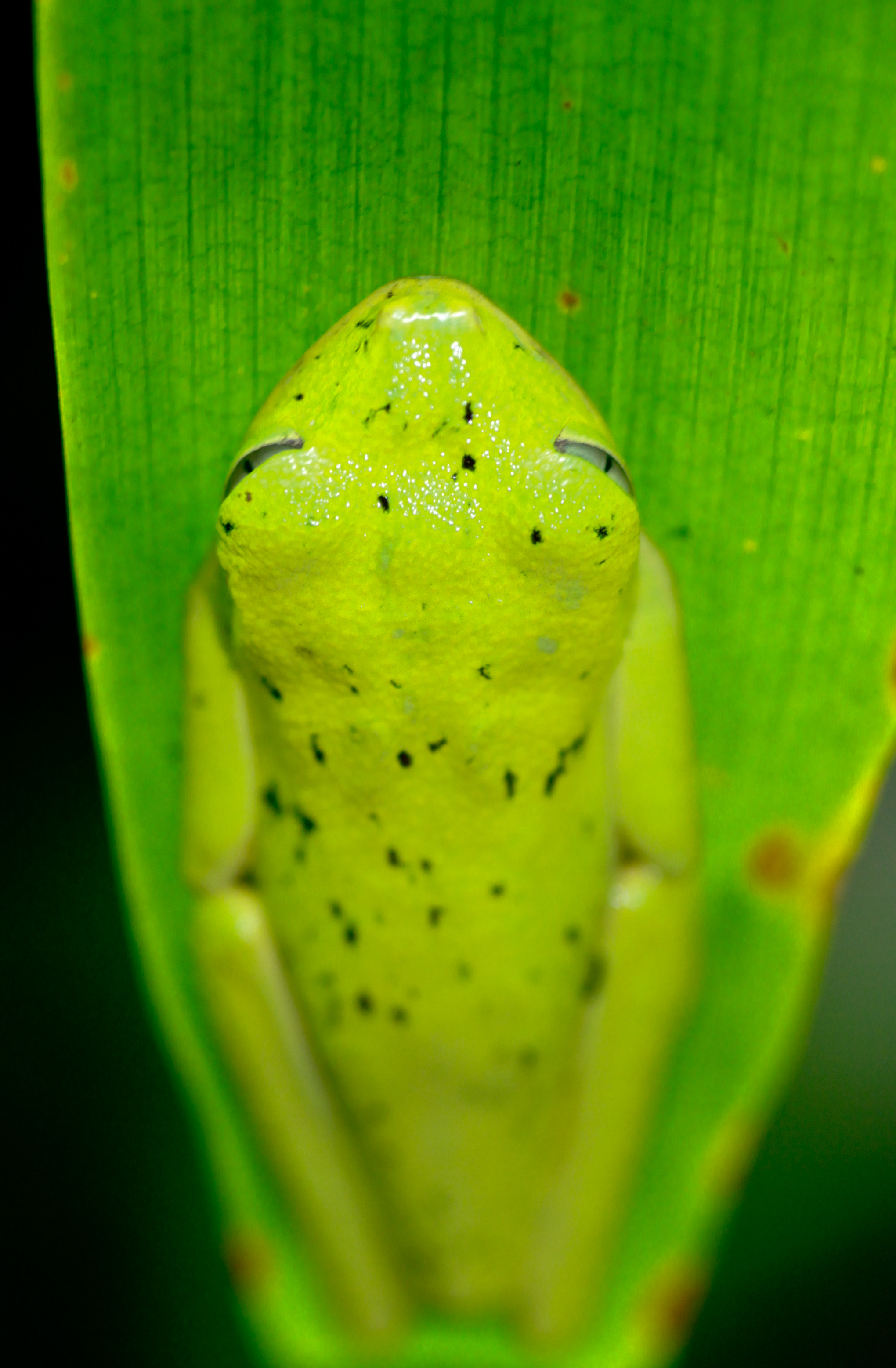
Agalychnis lemur

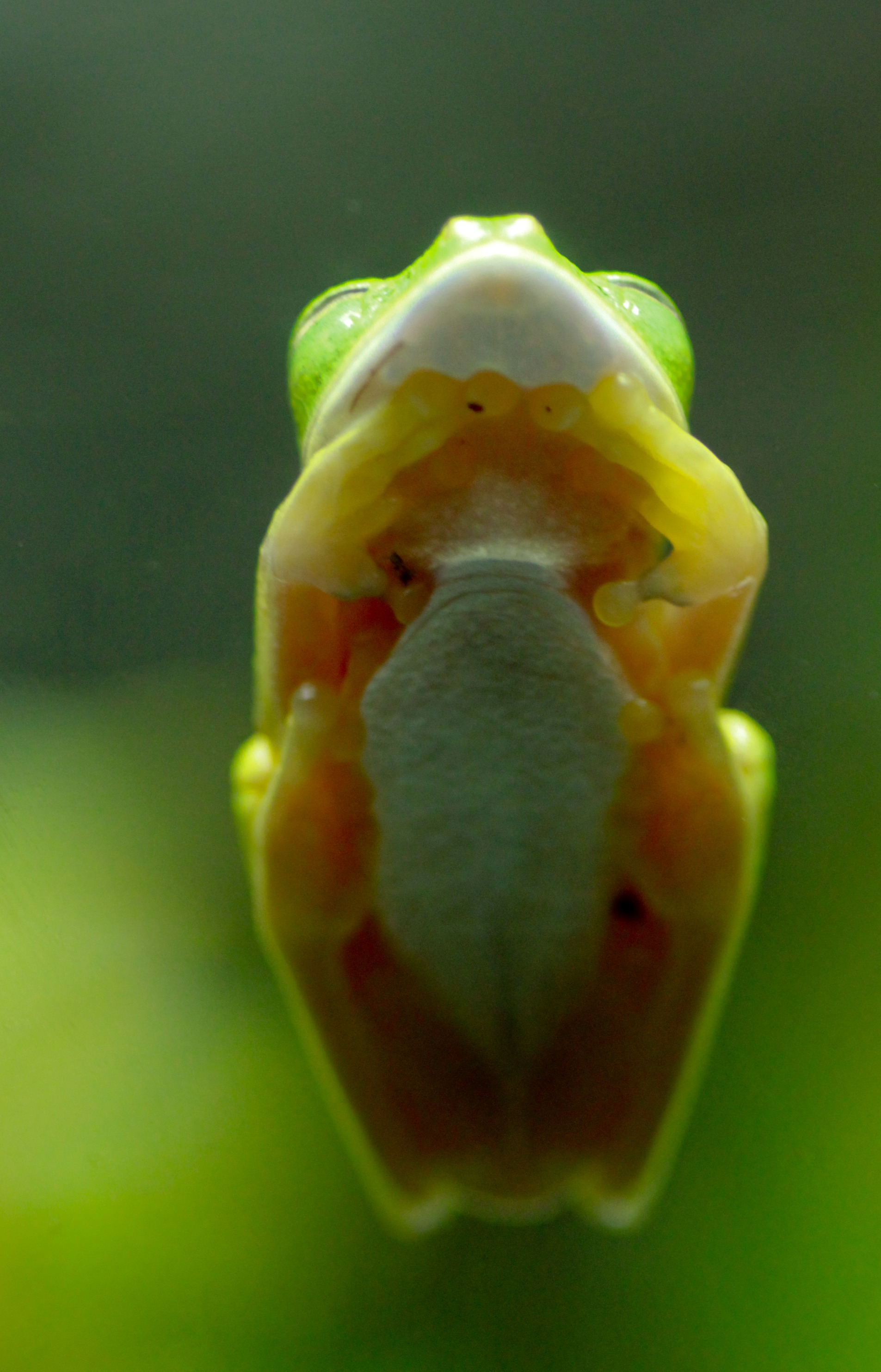
Agalychnis lemur

Les mâles mesurent de 30 à 41 mm et les femelles de 39 à 53 mm.

## Publication originale
- Boulenger, 1882 : Catalogue of the Batrachia Salientia s. Ecaudata in the collection of the British Museum, ed. 2, p. 1-503 (texte intégral).